# Santa Tecla (El Salvador)
Santa Tecla, coloquialmente llamada Tecla (hasta 2004, Nueva San Salvador), es una ciudad, distrito y cabecera del departamento de La Libertad en El Salvador. Tiene una extensión territorial de 112 km² y una población de 125 532 habitantes en 2024 lo que lo convierte en el noveno distrito más poblado del país, y el segundo más poblado del departamento. También pertenece al Área Metropolitana de San Salvador. 
| Censo | Población | Cambio | Porcentaje |
| ----- | --------- | ------ | ---------- |
| 2007  | 121 908   | N/D    | N/D        |
| 2024  | 125 532   | 3 624  | 3.0%       |

Fue fundada en 1854, en la hacienda Santa Tecla establecida en el paraje o valle llamado Pulamil, con el nombre de Nueva San Salvador, con el propósito de establecer allí a la capital de la República, ya que San Salvador había sido asolada por un terremoto en el año 1854. Con el paso de los años la arquitectura de la ciudad se diferenció del tradicional estilo de la época de la colonización española. Fue una de las poblaciones más afectadas por los terremotos del año 2001, y desde el 1 de enero de 2004 es conocida oficialmente como Santa Tecla.
Santa Tecla se distingue por su arquitectura post-colonial totalmente influenciada por las corrientes francesas, con mezclas españolas, no obstante el desarrollo que ha tenido en los últimos años, también se ha reflejado en la arquitectura moderna.

## Nombre oficial

### Denominación oficial
En el año 2003, en el marco del 150 aniversario de fundación de la ciudad, que se conmemoraría el año siguiente, el entonces diputado Roberto José d'Aubuisson Munguía en conjunto con la Asociación Tecleños de Corazón, promovió el cambio del nombre oficial de Nueva San Salvador a Santa Tecla, por ser el nombre original del sitio en el que fue erigida y el de más aceptación en el país. En consecuencia, la Asamblea Legislativa, siendo del mismo parecer que los peticionarios, declaró «que “Ciudad de Santa Tecla” es el nombre oficial del lugar que ocupa la población cabecera del Departamento de La Libertad, fundada el 8 de agosto del año 1854, en el llano de la Hacienda del mismo nombre; con el cual se la conoce», por medio del Decreto Legislativo n.º 201, del 20 de noviembre de 2003, publicado en el Diario Oficial n.º 239, Tomo n.º 361, del 22 de diciembre de 2003, el cual, de acuerdo a su artículo 3, entró en vigencia el día 1 de enero de 2004. Dicho decreto legislativo, expresa en su considerando VI:

Que habiéndose derogado “en todas sus partes” el Decreto que establecía, entre otras cosas, el nombre de la “Nueva Ciudad de San Salvador”, resulta impropio el uso de esta denominación para esta pujante ciudad, edificada en la llanura de la Hacienda Santa Tecla, de donde surge el nombre autóctono con que se la ha conocido; a pesar de las reiteradas alusiones que oficialmente se le han hecho, con ese apelativo revelador de las intenciones con las que dicha ciudad se fundó.
Diario Oficial, Tomo Nº 361, San Salvador, Lunes 22 de diciembre de 2003, Número 239, Decreto Legislativo No. 201, pp. 3-4

### Denominación autóctona
En idioma náhuat, la finca y el valle sobre la que fue edificada la ciudad, era conocida como Pulamil, literalmente «Platanar» (sembradío de plátanos). Por lo que la población nahua hablante, continuó llamando así a la localidad hasta tiempos actuales.
Se dice que en tiempos precolombinos el sitio era llamado Uliman, topónimo náhuat que significaría «Lugar Donde Se Cosecha El Hule».

## Geografía
El distrito tiene un área de 112,20 km², y la cabecera una altitud de 920 m s. n. m. Limita con los municipios presentados en el siguiente cuadro: 
| Noroeste: Talnique    | Norte: Colón, Quezaltepeque y Nejapa | Noreste: Antiguo Cuscatlán y Nejapa       |
| Oeste: Comasagua      |                                      | Este: Antiguo Cuscatlán y Nuevo Cuscatlán |
| Suroeste: La Libertad | Sur: La Libertad                     | Sureste: Zaragoza y Nuevo Cuscatlán       |

Riegan el distrito los ríos: Chilama, Las Ventanas, El Púlpito, La Periquera, El Salto, El Sacazil, Siguatepeque, El Limón, Las Granadillas, San Isidro, Guarumal, Asuchío, y San Antonio. Sus rasgos orográficos más notables son los cerros Las Delicias, Las Piletas, Victoria y el volcán de San Salvador; así como las lomas Alicante, Los Jocotes, El Coral, Los Pajales y Los Mangos.

### Referencias tempranas

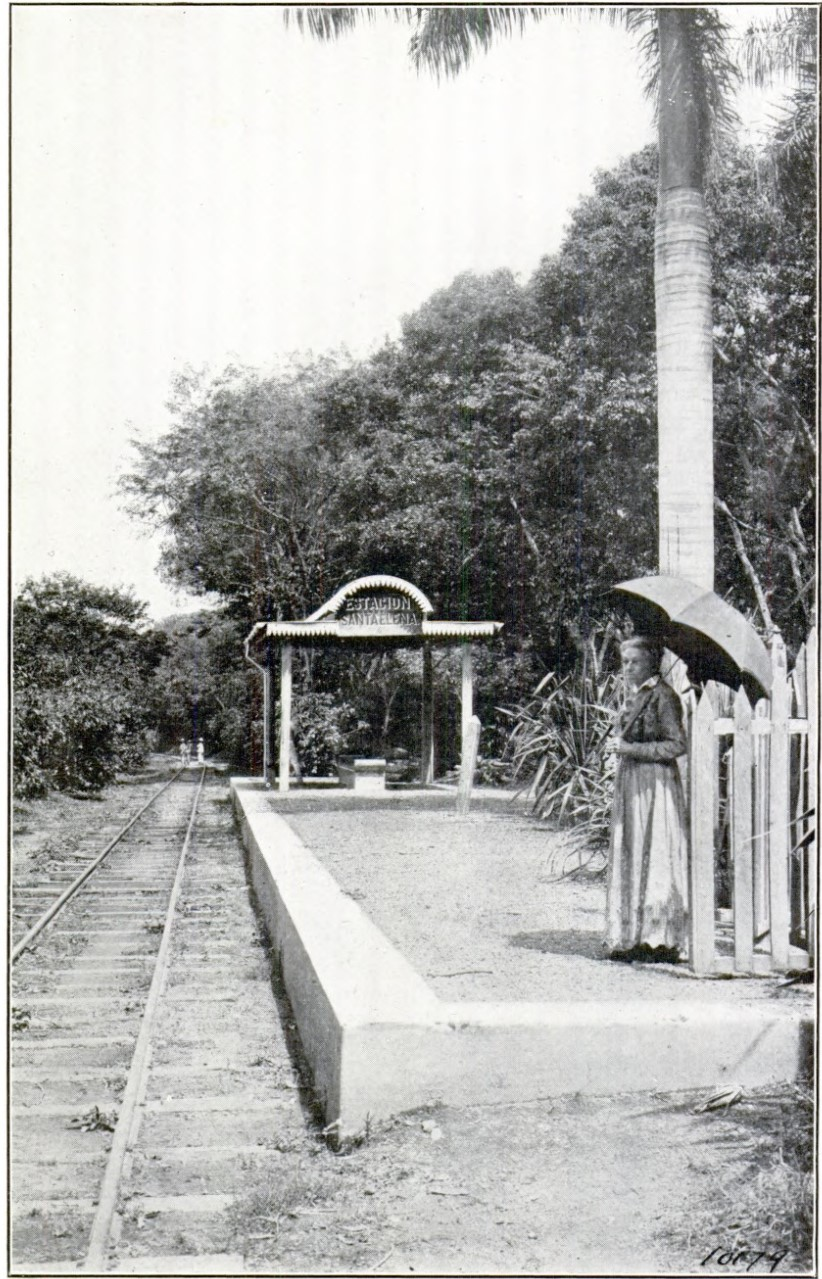
Estación en Santa Tecla, El Salvador

### Nombramiento como capital de la República

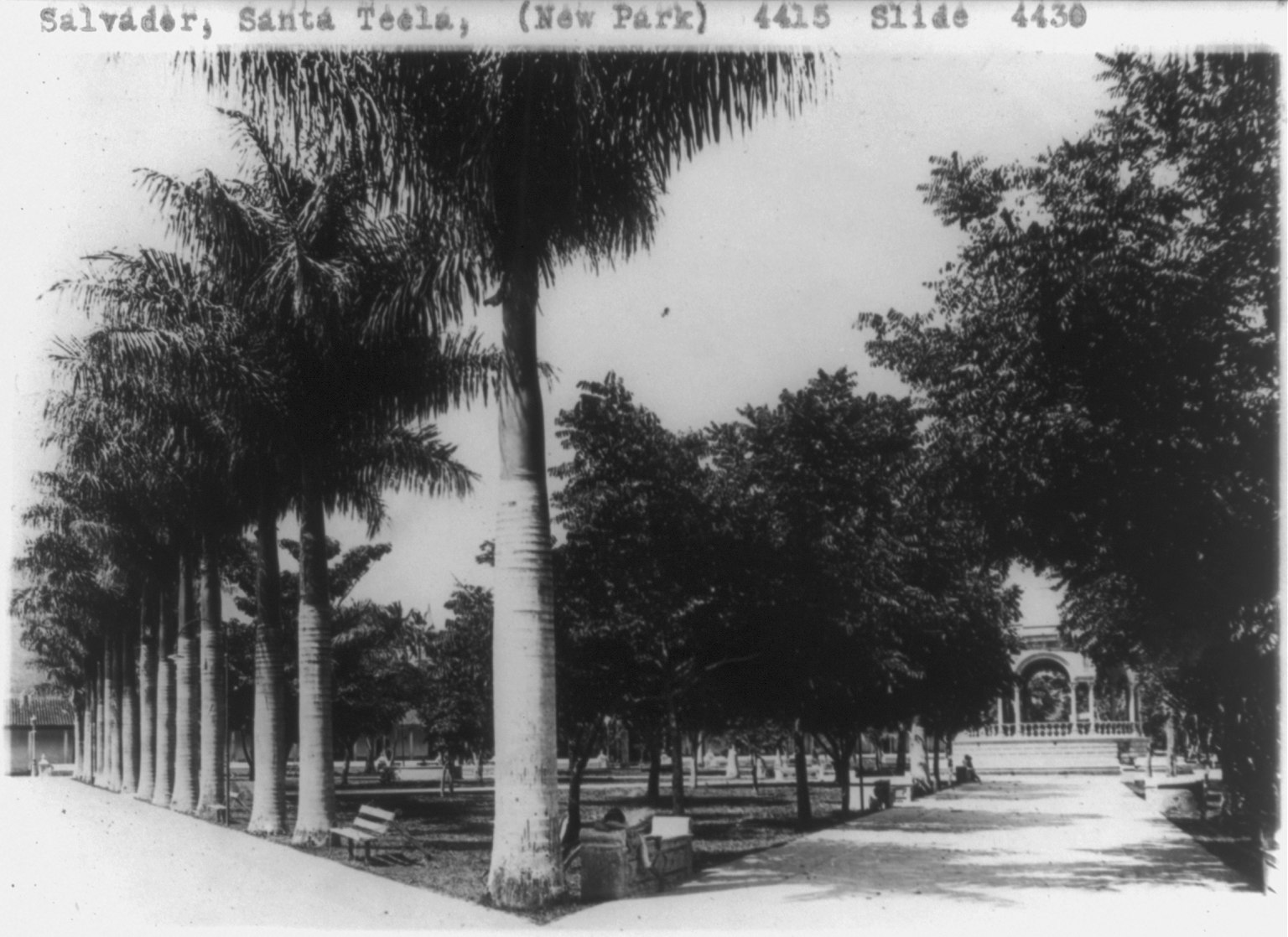
parque de Santa Tecla

### Sucesos posteriores

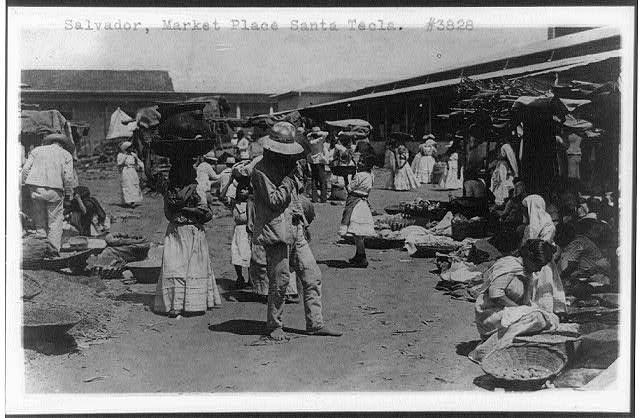
Mercado de Santa Tecla

## Economía

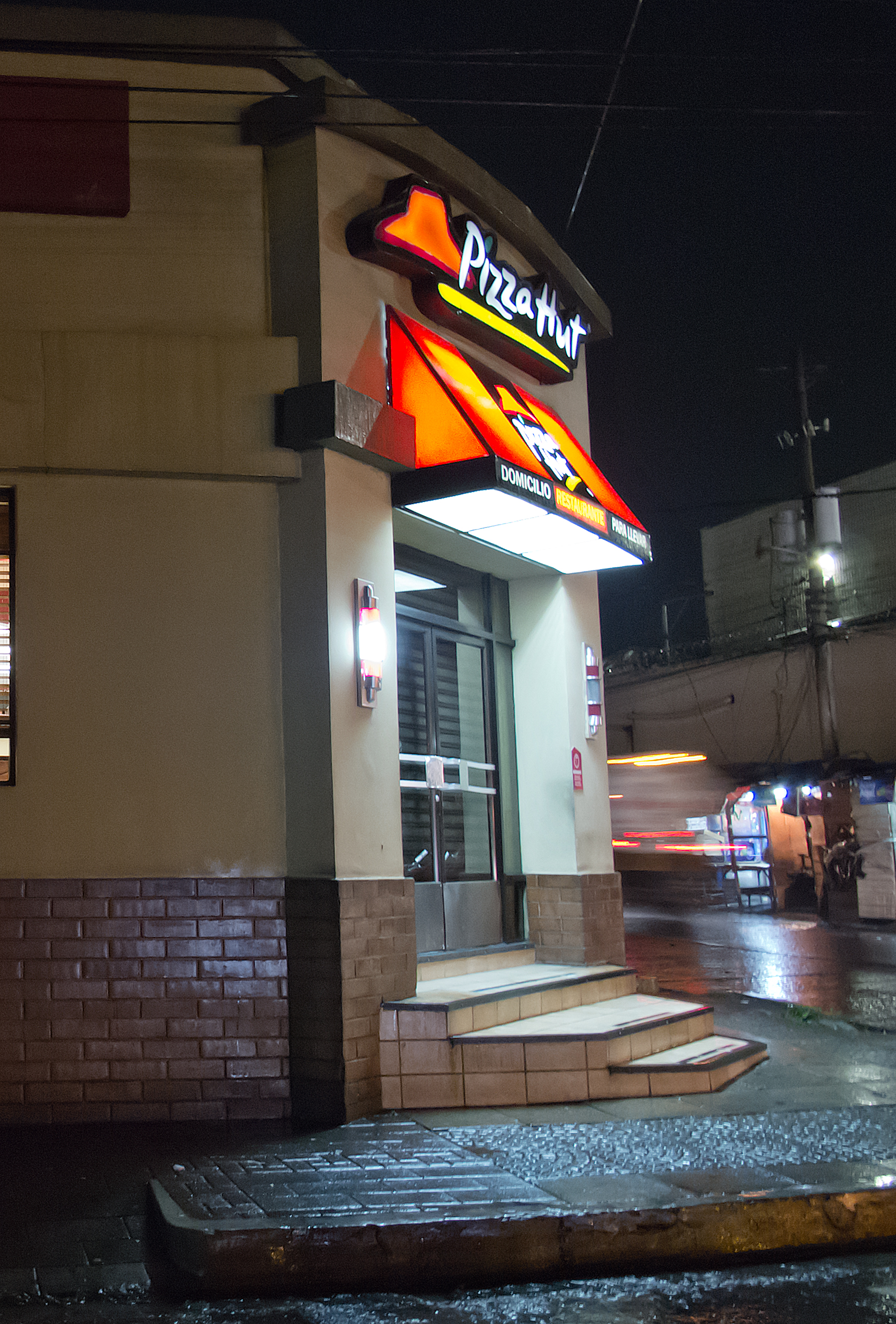
Pizza Hut en Santa Tecla

## Transportes

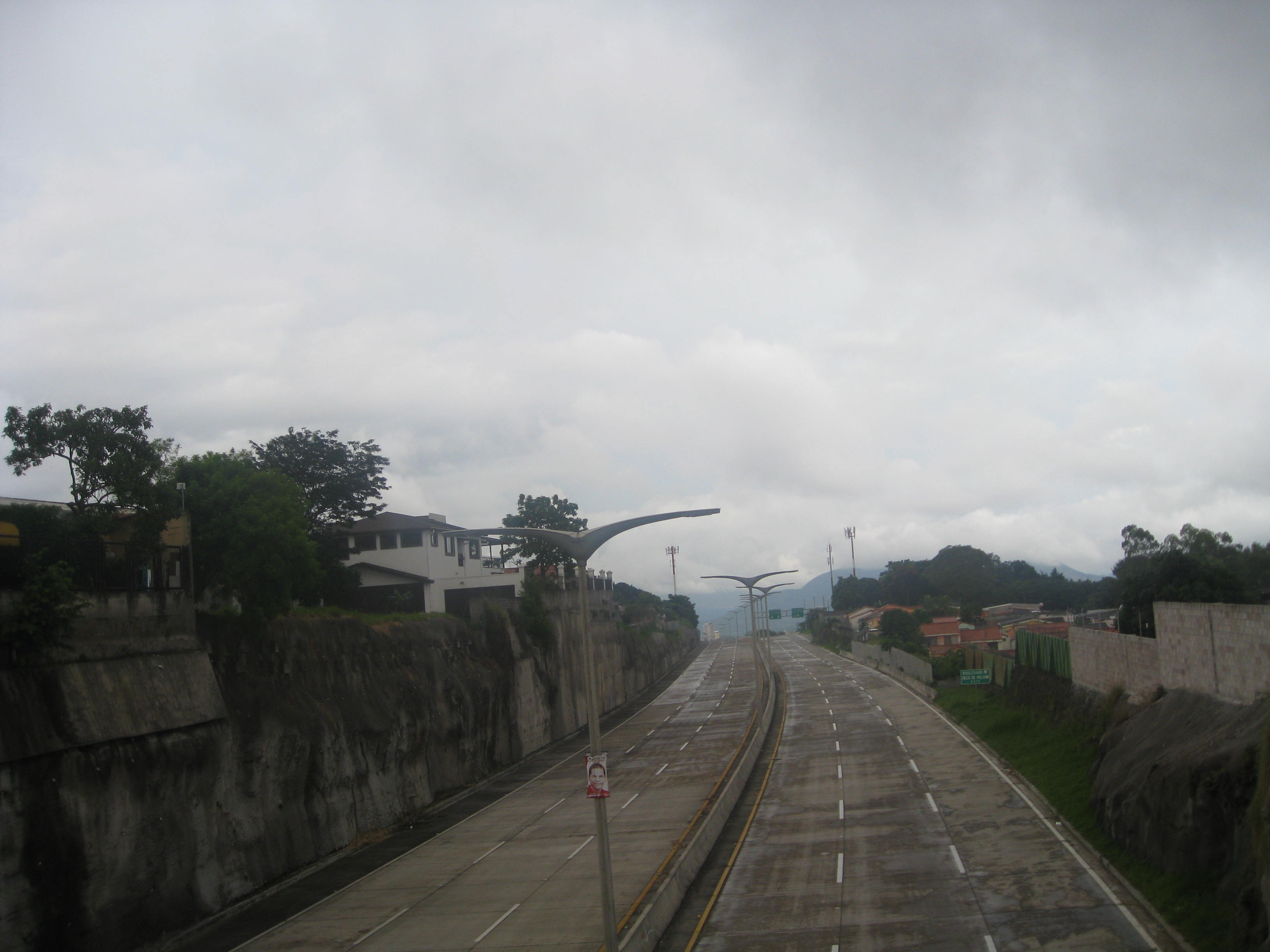
Autopista Monseñor Romero de Santa Tecla a San Salvador

## Historia